# Zellbach (Dietramszell)

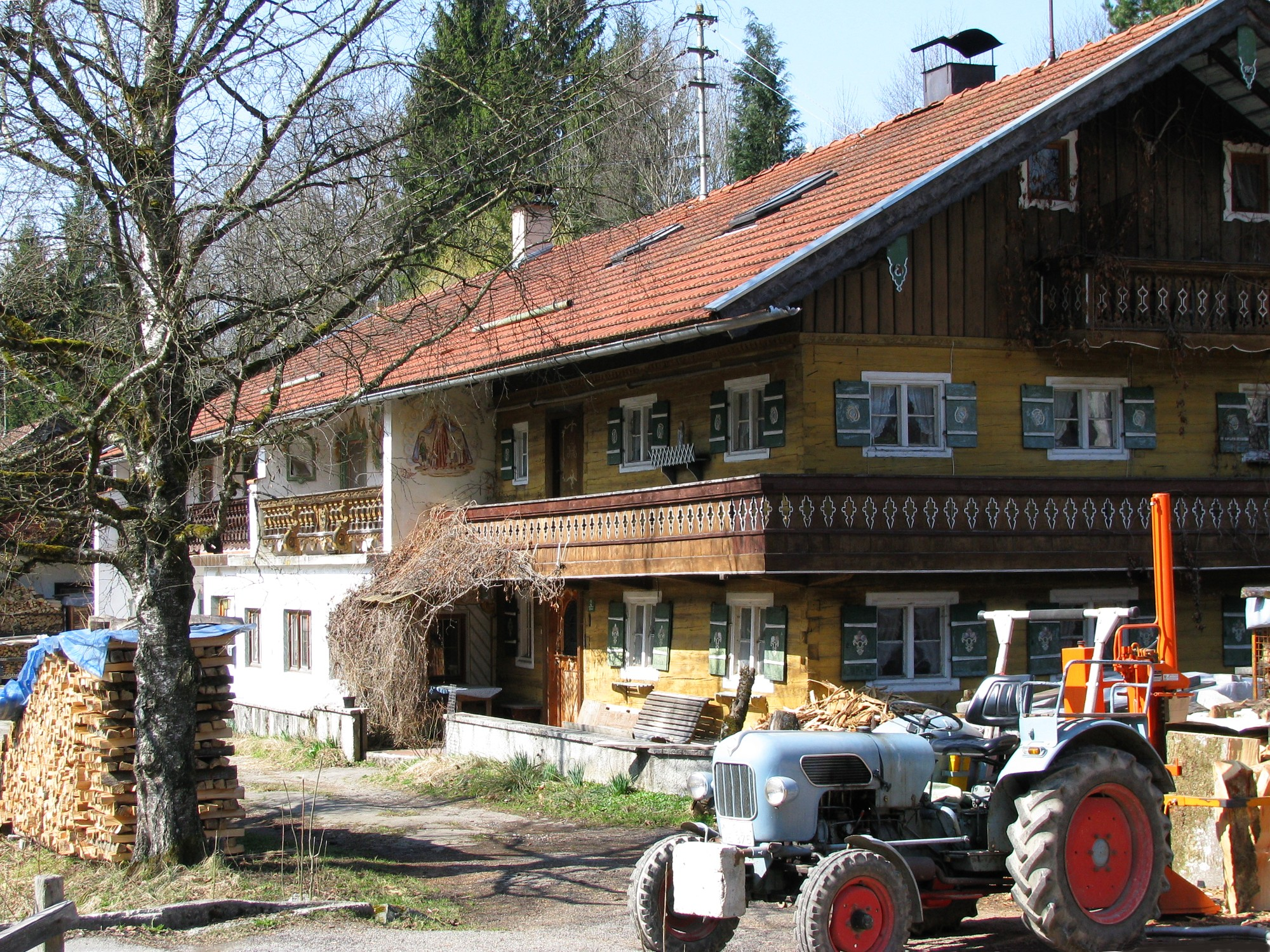
Ehemaliges Kleinbauernhaus

Zellbach ist ein Ortsteil der Gemeinde Dietramszell im oberbayerischen Landkreis Bad Tölz-Wolfratshausen.

## Geografie
Die Einöde liegt südwestlich des Hauptortes und ist mit diesem baulich nahezu verbunden. Sie gehörte bereits vor der Gebietsreform in Bayern zu Dietramszell.  

## Einwohner
1871 wohnten im Ort fünf Personen, bei der Volkszählung 1987 waren 15 Einwohner registriert.

## Baudenkmäler
In Zellbach ist der Wohnteil eines ehemaligen Kleinbauernhauses aus der ersten Hälfte des 18. Jahrhunderts in die amtliche Denkmalliste eingetragen (siehe Eintrag Denkmalliste).